# Дунгал (король Дал Риады)
Дунгал мак Селбайг (гэльск. Dúngal mac Selbaig; умер не ранее 736) — король гэльского королевства Дал Риада, правил с 723 по 727 год.

## Биография
В 723 году король Дал Риады Селбах из клана Кенел Лоарн ушёл в монастырь, передав трон своему сыну Дунгалу. В 726 году с ним начал войну за власть его родственник Эохайд, сын Эохайда II. В 727 году между ними произошло сражение, в котором участвовал и Селбах. Эохайд победил и стал королём Дал Риады (под именем Эохайд III). Дунгал и его брат Фередах бежали в Ирландию.
В 731 году Селбах сжёг Тарперт Битир на землях Кенел Габран. В 733 году Эохайд III умер. Тогда же Дунгал осквернил священное убежище на острове Тори, захватив там в плен Бруиде, сына пиктского короля Энгуса I, а вскоре напал на остров Киренриги. Однако святотатство не прошло для него даром: в этом же году Дунгал был лишён звания главы клана Кенел Лоарн своим двоюродным братом Муйредахом.
В 734 году Энгус I напал на Дал Риаду и захватил замок Дун-Лейтфинн, заставив Дунгала снова бежать в Ирландию. Два года спустя Дунгал вернулся, но вместе с братом Фередахом попал в плен к пиктам. Его дальнейшая судьба неизвестна.